# 加桑·希托
加桑·希托（阿拉伯语：غسان هيتو；1963年—），生于大马士革，是一名叙利亚裔美国人，1980年代离开叙利亚后成为美国公民。2013年3月18日，当选为叙利亚反对派“全国联盟”的临时政府总理，同年9月14日离职。

## 教育
1989年取得美国普渡大學的数学与计算机科学学位。

## 职业
几十年来他一直在德克萨斯州的Murphy担任企业家。他妻子Suzanne Hitto是一位中学教师，他的四个子女都出生在美国。他也曾在私人学校 Brighter Horizons Academy （1989年由 Islamic Services Foundation 成立）从事技术部门的工作。他还是Muslim Legal Fund of America（911事件后成立）的创始成员之一。
2012年11月加入全国联盟。2013年3月，他获得45票中的39票的支持（另一说为获得48票中的35票），从12名候选人中脱颖而出成为反对派的政府首脑。不过有反对派人士不承认希托的政府首脑地位。
2013年7月8日他选择辞职。